# Moucha v kufru
Moucha v kufru je francouzský hraný film z roku 2020, který režíroval Quentin Dupieux podle vlastního scénáře. Snímek měl světovou premiéru na filmovém festivalu v Benátkách dne 5. září 2020.

## Děj
Manu je povaleč na pláži. Dostane nabídku za 500 euro. Vyzvednout kufr od muže jménem Michel Michel a doručit ho někomu jinému. Manu pak ukradne starý omlácený Mercedes a vezme s sebou svého nejlepšího přítele Jean-Gaba. Ale v kufru auta objeví obrovskou mouchu. Jean-Gab dostane skvělý nápad. Mouchu vycvičí a vydělají s ní peníze.

## Obsazení
| Grégoire Ludig      | Manu / Fred        |
| David Marsais       | Jean-Gab           |
| Adèle Exarchopoulos | Agnès              |
| India Hair          | Cécile             |
| Roméo Elvis         | Serge              |
| Coralie Russier     | Sandrine           |
| Bruno Lochet        | Gilles             |
| Marius Colucci      | četník             |
| Thomas Blanchard    | četník             |
| Raphaël Quenard     | Raimondo           |
| Gaspard Augé        | bezpačnostní agent |
| Philippe Dusseau    | Michel Michel      |
| Jean-Paul Solal     | Wolf               |

## Ocenění
- Mezinárodní filmový festival v Katalánsku: Cena za nejlepší mužský herecký výkon (Grégoir Ludig a David Marsais)
- César: nominace v kategorii nejlepší herečka ve vedlejší roli (Adèle Exarchopoulos)
- Cena Magritte: nominace v kategorii nejlepší herecká naděje (Romeo Elvis)